# Уголев, Александр Михайлович

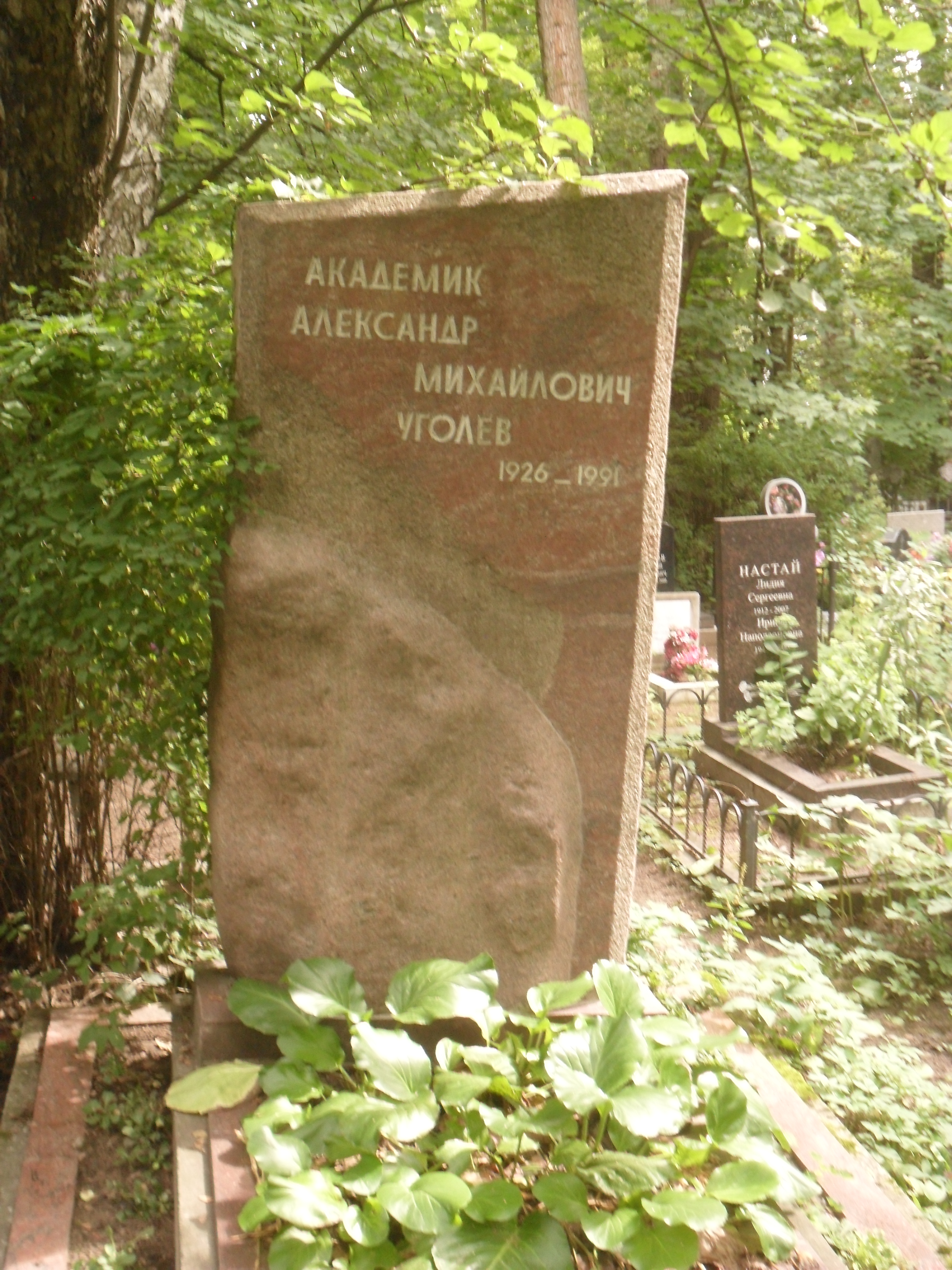
Могила А. М. Уголева на Богословском кладбище Санкт-Петербурга

Александр Михайлович Уголев (9 марта 1926 года, Екатеринослав — 2 ноября 1991 года, Санкт-Петербург) — советский учёный, специалист в области физиологии, вегетативных функций и их регуляции. Академик АН СССР по отделению физиологии (1984). Открыл пристеночное (контактное) пищеварение. Создатель трофологии.

## Научная работа
А. М. Уголев сделал следующий вклад в науку:
- открыл мембранное пищеварение;
- открыл общие эффекты кишечной гормональной системы;
- развил ряд общебиологических теорий, в том числе:
  - теорию происхождения и эволюции пищеварительных процессов
  - концепцию белковой организации и эволюции физиологических функций,
  - экскреторную теорию происхождения секреции,
  - метаболическую теорию аппетита,
  - теорию адекватного питания,
- сформулировал основные положения новой междисциплинарной науки — трофологии[4].

По свидетельству Э. И. Колчинского и А. И. Парфёнова, за открытие пристеночного пищеварения Уголев трижды номинировался на Нобелевскую премию. В разные годы номинаторами выступали А. Е. Браунштейн, В. Н. Черниговский и Крикштопайтес (заведующий кафедрой патофизиологии Вильнюсского университета), и лишь "принципиальное несогласие с членами Нобелевского комитета разделить честь открытия мембранного пищеварения с некоторыми зарубежными физиологами" не позволило ему стать лауреатом. Если это действительно так, то данные о номинировании будут рассекречены в ближайшие годы.
Уголев выступал за пересмотр множества общепризнанных научных догм и классификаций, господствовавших в его время и по сей день. Это обобщённо изложено в книге «Теория адекватного питания и трофология». Ниже приведены некоторые из них.
Понятия об авто- и гетеротрофии

Уголев считал термин «автотроф» неверным, т.к все организмы нуждаются в поступлении пищи извне. 
Пример: Фотосинтезирующие организмы не способны усваивать азот без посредников.  
Уголев предложил термины «абиотроф» и «биотроф»:
- Абиотроф - это организм использующий для жизнедеятельности лишь органические вещества,
- Биотроф - это организм использующий для жизнедеятельности органические и неорганические вещества.

Абиотрофов почти не бывает, но существуют абиотрофные системы по типу растения — азотфиксирующие бактерии.
Хищники являются почти полными биотрофами, т.к потребляют воду и минеральные соли. Полными биотрофами являются некоторые монофаги. Гетеротрофами он назвал частичных или полных биотрофов.
Теория адекватного питания
В 1980-е годы вследствие:
- открытия ранее неизвестных механизмов, таких как: мембранное пищеварение, общие эффекты кишечной гормональной системы, различные виды транспорта пищевых веществ;
- результатов сравнения ряда характеристик безмикробных и обычных животных, данные прямых исследований влияния элементных диет на организм,

назрел кризис классической теории (сбалансированного) питания. Основные постулаты новой теории, сформулированные Уголевым, таковы:
1. Человек и высшие животные представляют собой не организмы, а надорганизменные системы, включающие в себя, кроме макроорганизма, микрофлору его ЖКТ — внутреннюю экологию, или эндоэкологию. Между организмом хозяина и микрофлорой его пищеварительного аппарата существуют положительные симбиотические отношения.
2. Питание и усвоение пищи связаны не только с одним потоком во внутреннюю среду организма нутриентов, освобождающихся при переваривании пищи, но и с существованием ещё 3 потоков:
  - Первый — поток гормонов и гормоноподобных соединений, состоящего из двух — эндогенного и экзогенного. В состав первого входят гормоны, продуцируемые клетками пищеварительного аппарат, в состав второго — т. н. экзогормоны, образуемые в результате расщепления пищевых веществ в ЖКТ.
  - Второй — поток состоит из балластных веществ пищи, преобразованных кишечной микрофлорой, который так же важен, так как с ним во внутреннюю среду поступают вторичные нутриенты.
  - Третий — поток токсических соединений, образующихся в результате действия бактериальной флоры.
3. Балластные вещества, или пищевые волокна, являются не балластом, а эволюционно важным компонентом пищи. Поток таких модифицированных микрофлорой веществ необходим для нормального функционирования пищеварительного аппарата и организма в целом.
4. Баланс пищевых веществ в организме достигается в результате освобождения конечных продуктов, готовых к всасыванию, за счёт полостного и мембранного (в ряде случаев внутриклеточного) пищеварения, а также вследствие синтеза новых соединений, в том числе незаменимых, микрофлорой кишечника.

Им было выяснено, что ЖКТ является эндокринным органом, более мощным, чем все эндокринные органы вместе взятые. Удаление даже части эндокринной системы ЖКТ приводит к тяжёлом заболеваниям, а иногда и к гибели животного. Возникающая патология касается общих, а не только пищеварительных функций организма. Например, после удаления двенадцатиперстной кишки наблюдаются выраженные структурные изменения таких эндокринных органов, как щитовидная железа, кора надпочечников, гипофиз, гипоталамус. Это вполне понятно, если знать, что эндокринные клетки ЖКТ вырабатывают более 30 гормонов и гормоноподобных соединений, действующих не только на пищеварительную систему, но и далеко за её пределами.
Им было обнаружено, что в отсутствии балластных веществ микрофлора вырабатывает больше токсинов и менее эффективно выполняет защитную и другие функции. К примеру, потребление цельнозернового хлеба приводит к снижению холестерина в крови, равного введению холестеринснижающих препаратов.

## Спекуляции, связанные с именем Уголева
Данные Уголева о возможности синтеза микрофлорой незаменимых компонентов пищи, а также опыт с самоперевариванием не подвергшейся термической обработки лягушки используются различными «нутритивными сектами» (по выражению самого Уголева) вегетарианства, сыроедения и фрукторианства для попытки научного оправдания своих систем питания. Активную роль в этом играет КОБ, её активный пропагандист В. А. Ефимов, принадлежащее им издательство Концептуал. Между тем Уголев утверждал, что микрофлора не способна полностью заменить отсутствие незаменимых веществ в пище:

Вместе с тем нельзя с уверенностью говорить, что традиционная пища во всех случаях оптимальна. Например, для населения Индии характерно вегетарианство… что приводит к белковой недостаточности… Следует заметить, что некоторые «нутритивные секты», использующие определённые типы и режимы питания, часто достигают существенных успехов, так как, воздействуя на те или иные формы обмена веществ, добиваются полезных эффектов. Однако в ряде случаев эффекты оказываются, к сожалению, кратковременными, а зачастую нежелательными. Именно поэтому культура питания должна развиваться под контролем специалистов и в строгом соответствии с потребностями организма.
— Уголев, Иезуитова, 1989

## Интересные факты
24 декабря 1962 г., рекомендуя Уголева на пост заведующего лабораторией, В.Н. Черниговский отмечал способность Уголева группировать вокруг себя сотрудников и учеников и был убеждён, что «через 5–10 лет в советской физиологии возникнет новая физиологическая школа, которую с полным правом можно будет назвать школой Уголева». 40 лет спустя лауреат Нобелевской премии, председатель Санкт-Петербургского центра РАН Ж. И. Алфёров в выступлении по телевидению сказал, что в Санкт-Петербурге есть две самые мощные школы мирового значения — школа А. Ф. Иоффе и школа А. М. Уголева.

## Публикации
- Пищеварение и его приспособительная эволюция. М., 1961
- Пристеночное (контактное) пищеварение. М.—Л., 1963
- Физиология и патология пристеночного (контактного) пищеварения. Л., 1967
- Мембранное пищеварение. Полисубстратные процессы, организация и регуляция. Л., 1972
- Физиология мембранного (пристеночного) пищеварения (совместно с другими), в кн.: «Физиология пищеварения», Л., 1974
- Энтериновая (кишечная гормональная) система. Л.: Наука, 1978. — 315 с
- Трофология — новая междисциплинарная наука. // Вестник АН СССР. 1980. № 1. С. 50—61.
- Эволюция пищеварения и принципы эволюции функций: Элементы современного функционализма, Л., Наука, 1985
- Естественные технологии биологических систем. Л., Наука, 1987. 317 с.
- Уголев, А. М. Идеальная пища и идеальное питание в свете новой науки — трофологии / А. М. Уголев, Н. Н. Иезуитова. — М. : Знание, 1989. — 400 с. — (Наука и человечество). — ISBN 5-07-000104-3.
- Теория адекватного питания и трофология. Санкт-Петербург: Наука, 1991.